# Carlo Cazals

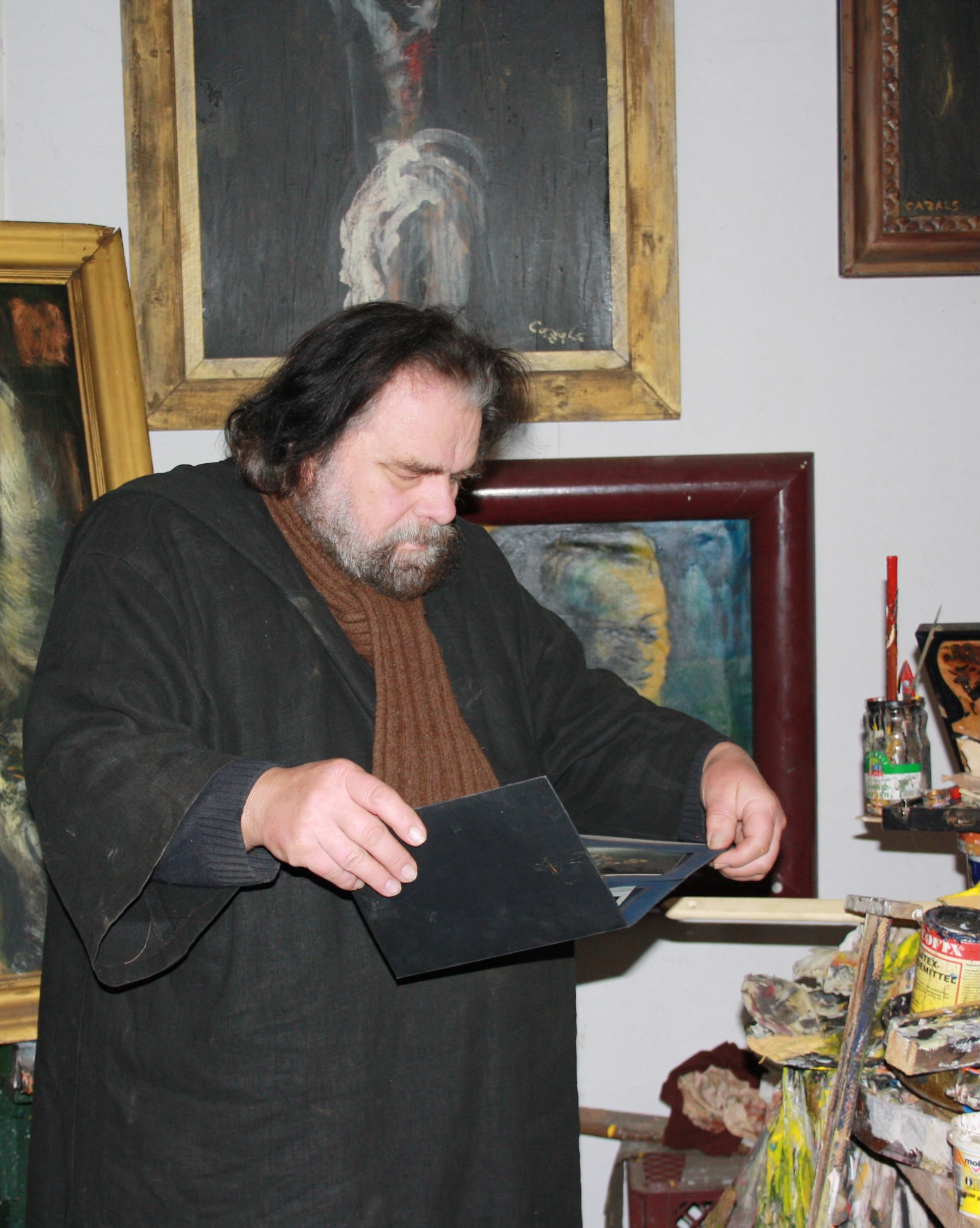
Cazals 2014 in seinem Atelier in Parchim

Carlo Cazals (* 1948 in Hamburg; † 24. Mai 2022) war ein deutscher Maler und Tenor.

## Leben und Wirken
Cazals wurde in Hamburg-St. Pauli geboren und wuchs dort auf. Sowohl Vater wie Großvater waren Seeleute. 1967 begann Cazals ein Mal- und Musikstudium. Kunstgeschichte, Literatur und Stimmbildung studierte er bei der Dramaturgin und Kunstbetrachterin Gertrud Anna Pirsch. Malstudien erfolgten bei Grimm von der Fachkunsthochschule Hamburg, Eduard Bargheer und dem Bildhauer K. A. Ohrt. Das Gesangsstudium erfolgte bei Alfred Borchard und Udo Bartels.
1970 erhielt er Zeugnisse von Leopold Ludwig (Generalmusikdirektor der Hamburgischen Staatsoper) und des Pianisten Sebastian Peschko (ständiger Liedbegleiter des Opernbariton Heinrich Schlusnus). Im Jahr 1975 begab sich Cazals auf Schulungsreise nach Italien und Frankreich, wo er auch einige Konzerte gab. Im Folgejahr folgte ein Studium in Paris und München.
1992 heiratete Cazals Inge Karin, die ab 1995 seine Managerin für Konzerte und Ausstellungen wurde.
Von 1984 bis 1994 pflegte Cazals seine Lehrerin Gertrud Pirsch. 1995 gab er Konzerte und zeigte Ausstellungen in Schleswig-Holstein und Mecklenburg-Vorpommern sowie Konzerte an der Volksbühne Berlin, im Dornröschen in Nejmegen und im Paradiso in Amsterdam. Im Folgejahr folgten weitere Konzerte und Ausstellungen in Mecklenburg-Vorpommern und in Hamburg in der Barlach-Galerie. In der Oper Viva la Mamma von Gaetano Donizetti sang er 1996/97 die Partie des Guglielmo an der Hamburger Kammeroper. Der Stimmumfang des Tenor-Bariton-Bass umfasste 3,5 Oktaven.
Carlo Cazals entwickelte die Stilrichtung des Skurrilen Irrationalismus. Irrational steht hier im Widerspruch zum Rationalen, als mit dem Verstand nicht erklärbar, und somit auch im Widerspruch zur Vernunft. Irrational sind Sachverhalte, die dem Verstand nicht zugänglich, die also nicht erklärbar sind. Doch gerade eine irrationale, unbelastete Haltung ermöglicht uns gewisse Erkenntnisse, die uns eine rein rationale Herangehensweise verwehrt. „Die Stilrichtung entwickelt Cazals seit 1997 konsequent fort, weil er sich bewusst geworden ist, dass Kunst einen eigenen geistigen Raum braucht, der jenseits der landläufigen Auffassung von Rationalität auszumachen ist, ein Bereich, der von vielen Betrachtern zunächst möglicherweise als skurril empfunden wird.“ (Helmut Orpel, Kunsthistoriker und Publizist, in Art Profil, 3/2005.)
Ab 2002 lebte Cazals mit seiner Ehefrau zurückgezogen in Parchim in Mecklenburg-Vorpommern.
2005 und 2007 erschienen Artikel über Cazals in der Kunstzeitschrift Art profil und in der Neuausgabe Atelier Ansichten des artwerk Verlag, Dortmund. Seine Maltechniken sind die Mischtechnik, Feder, Bleistift und Öl.
Seit April 2015 war Carlo Cazals Mitglied im Künstlerbund Mecklenburg-Vorpommern in Schwerin. 
Carlo Cazals verstarb am 24. Mai 2022.

## Ausstellungen (Auszug)
- 1984 Galerie Vesper, Hamburg
- 1988–1992 Dauerausstellung Auktionshaus Kuhlmann & Struck, Hamburg
- 1994 und 1995 Auktionshaus Schopmann, Hamburg
- 1996 Lauenburgische Akademie für Wissenschaft und Kultur, Stadthauptmannshof Mölln
- 1998 Haftanstalt Ückermünde
- 1998 Altonaer Theater, Hamburg
- 1999–2001 Hamburgische Kulturstiftung
- 1999 Galerie Wannsee, Berlin
- 2000 Kulturhistorisches Museum Stralsund
- 2004 Kunstmesse Salzburg
- 2005 Galerie Dr. Boehner, Mannheim
- 2007 Freilichtmuseum Schwerin-Muess
- 2010 Städtische Galerie der Hansestadt Wismar („Baumhaus“)
- 2012 Galerie ebe, Parchim
- 2015 Kunsthalle Kühlungsborn
- 2016 Add Art, KSP Rechtsanwaltsgesellschaft mbH, Hamburg
- 2018 Kunstraum Testorf, Jubiläumsausstellung zum 70. Geburtstag
- 2023 Galerie ebe, Parchim, zum 1. Todestag